# Phigalia obscurata
Phigalia obscurata là một loài bướm đêm trong họ Geometridae.